# Międzyścienne Turnie

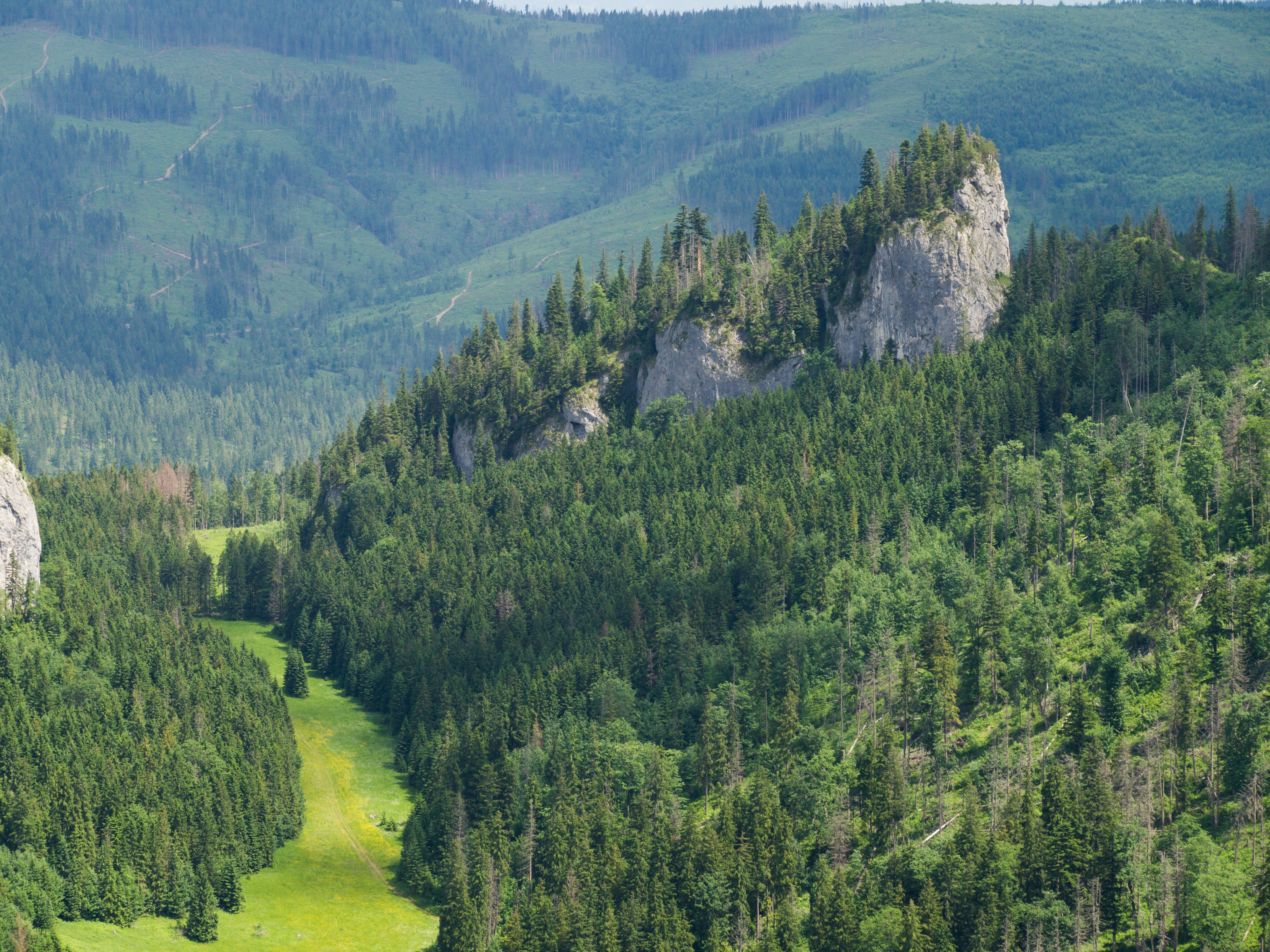
Niżnia Międzyścienna Turnia

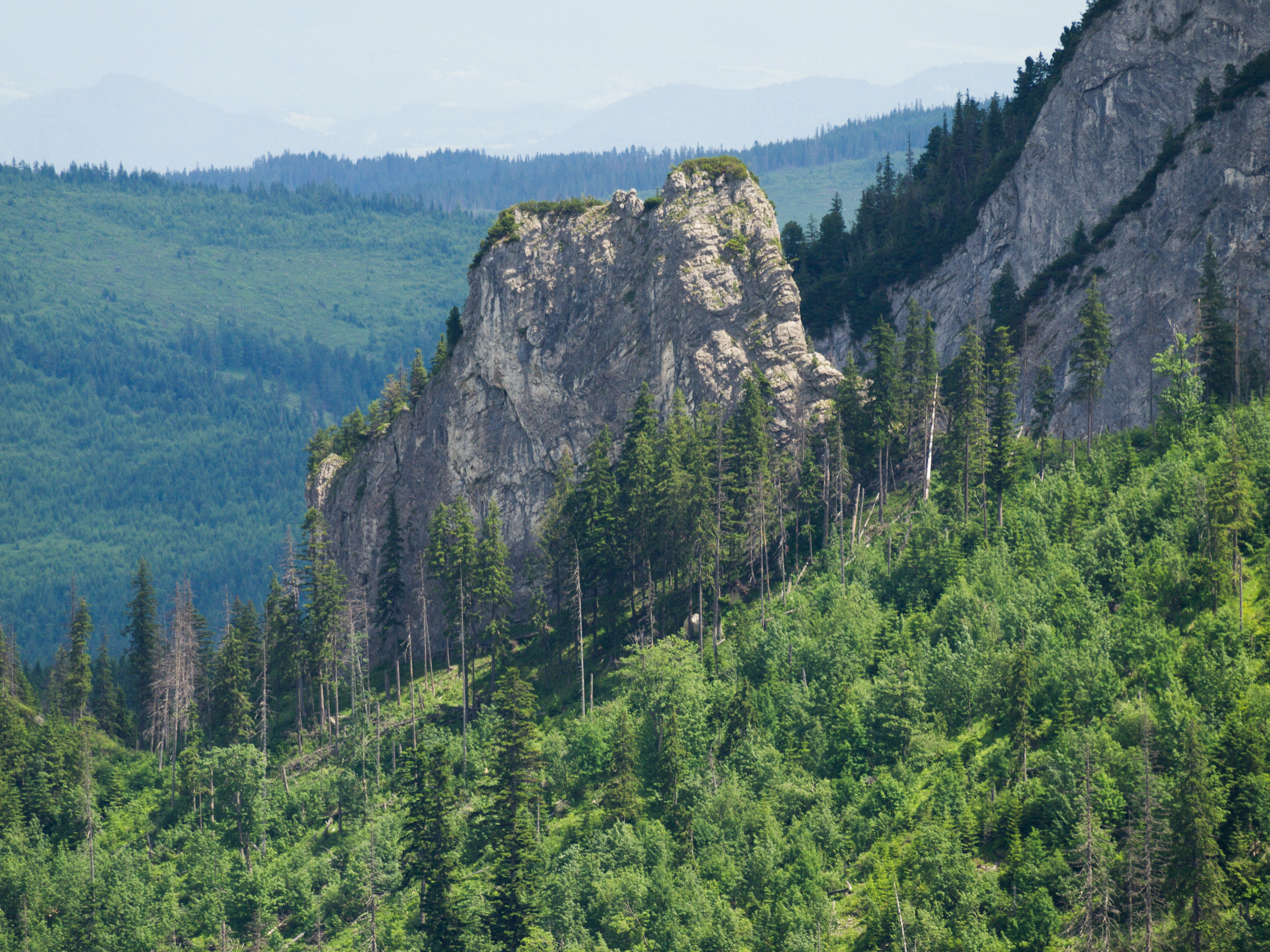
Wyżnia Międzyścienna Turnia

Międzyścienne Turnie – dwie wybitne turnie na grzbiecie Zakrywy w słowackich Tatrach Bielskich. Wznoszą się w porośniętej lasem dolnej części Zakrywy, nieco powyżej Międzyściennej Przełęczy. Na wschód opadają ścianami do Nowej Doliny, na zachód do Doliny Międzyściennej. Ściany są pionowe i mają wysokość około 40 m. Turnie oddzielone są przełączką łatwo dostępną z obydwu zboczy Zakrywy.
Nazwę turni wprowadził Władysław Cywiński w 4 tomie przewodnika Tatry. Nazwał także poszczególne turnie: Wyżnia Międzyścienna Turnia i Niżnia Międzyścienna Turnia. Wyżnia Międzyścienna Turnia wznosi się na wysokość 1320 m a jej wybitność wynosi blisko 36 m, z kolei wysokość Niżniej Międzyściennej Turni to 1273 m a wybitność prawie 46 m. Do turni tych nie prowadzi bezpośrednio żadna ścieżka, są jednak widoczne ze ścieżki wiodącej z Międzyściennej Przełęczy prawym (patrząc od dołu) zboczem Zakrywy. Wznoszą się kilkadziesiąt metrów nad tą ścieżką.
Pierwsze wejście na obydwie turnie: Jacek Bilski, Władysław Cywiński i Zdzisław Kiszela 14 maja 1978 r. (na Niżnią 0+ w skali tatrzańskiej, na Wyżnią III). Obecnie cały rejon Tatr Bielskich to zamknięty dla turystów i taterników obszar ochrony ścisłej Tatrzańskiego Parku Narodowego.